# 陈国公主 (宋仁宗)
莊齊帝姬（1059年6月8日—1067年5月8日），本名不詳，為北宋第四代皇帝宋仁宗的第九皇女，母董淑妃。
嘉祐四年（1059年）四月二十五日誕生，嘉祐五年（1060年）五月册封福安公主。嘉祐八年（1063年）五月，仁宗的养子宋英宗即位，加封这位妹妹为康國長公主。治平四年（1067年）正月，宋神宗加封姑姑为鄭國大長公主。同年閏三月薨逝，追封秦國大長公主。宋徽宗即位后，于元符三年（1100年）三月，追封她为陳國大長公主。后改公主为帝姬，政和四年（1114年）十二月，改封莊齊大長帝姬。

## 文献
《歐陽修文集·皇第九女封福安公主制》：「門下：朕稽有國之彝章，著皇女之稱謂。取其主以同姓，所以見王體之尊；必也錫之美名，所以彰禮命之寵。載涓吉日，敷告在庭。皇第九女岐嶷之姿，有生知之異稟；柔順之質，得天性之自然。方嚴保傅之規，以養肅雍之德。俾遵舊典，褒以徽章。嘉乃妙齡，盛哉儀服。考僉言而惟允，非予意之敢私。嗚呼!隆仁德以厚親，茲惟教愛；習圖史而循法，繄乃夙成。祗若訓言，往膺渙渥(一作命)。可封福安公主。仍令所司擇日備禮冊命，主者施行。」
張方平《樂全集·秦國大長公主墓誌銘》：「秦國大長公主，仁宗皇帝第九女也。母曰淑妃董氏。嘉祐四年四月二十五日誕生。嘉祐初，仁宗違裕，淑妃奉侍勤瘁，帝心察而憐之，眷遇甚渥，故主愛亦隆。五年，封福安公主。八年，英宗纂禦，進封康國長公主。治平四年，今上踐阼，加號鄭國大長公主。閏三月二十三日薨，年八歲。主雖妙齡，地居尊(蜀)[屬]。在仁宗有允女之寵，於英宗處天妹之重。今上當太主之貴，而太皇太后盡鞠育之慈，皇太后敦諸姑之好。可謂生而極盛，榮之致也。主既終三年之制，複值大行之恤，性資純孝，情深攀慕，日課佛經，間或?饌。積毀臒瘠，感疾遂浸。三宮軫懷，日就臨問，親嘗毉劑，奄然無瘳。美玉韜華，明珠晦色。琅函金簡，應圖課以暫來；矞雲景星，見光靈而遽返。中闈傷慟，掖庭哀送。四月二日，菆塗於奉先資福精舍，上為輟視朝五日，(逡)[追]襚秦國大長公主。秋八月，從英宗皇帝龍韞，歸穸昭陵外(城)[域]，別用鹵薄儀物以從，蓋舊禮也。有詔近臣，刊辭樂石。銘曰：月渚仙(俄)[娥]之仁，密賜擁全之惠。伸福而壽，既安且寧。微災頓消，妙氣來集。星潢帝女。周美天妹，漢尊太主。初解文褓，承禧紫房。穠華鳳彩，秀色龍章。素瑟未工，玉簫方習。黼渥愛隆，雲軿迴急。三宮慈渥，五陵神隩。逝不可留，籲嗟大早!」